# Guerrero Negro
Guerrero Negro är en ort i västra Mexiko och är belägen vid Stilla havskusten på halvön Baja California. Den är belägen i den norra delen av delstaten Baja California Sur och är den största orten i kommunen Mulegé, dock inte dess administrativa huvudort vilket i stället är Santa Rosalía. Folkmängden uppgår till cirka 14 000 invånare. Söder om och i omedelbar närhet av staden utvinns det stora mängder salt i en av världens största saltgruvor.